# 波·威克利
波·威克利（Boo Weekley, 1973年7月23日 - ）是一位美國職業高爾夫球選手。主要參加PGA巡迴賽。出生在佛羅里達州的Milton。目前他已經獲得了2個賽事冠軍，皆為PGA巡迴賽賽事。

## 外部連結
- PGA巡迴賽網站上的介紹 （页面存档备份，存于）